# Coll de la Maçana
Der Coll de la Maçana ist ein 981,3 Meter  hoher Passübergang in den östlichen Pyrenäen, der das nördliche Katalonien mit dem französischen Roussillon verbindet.

## Lage

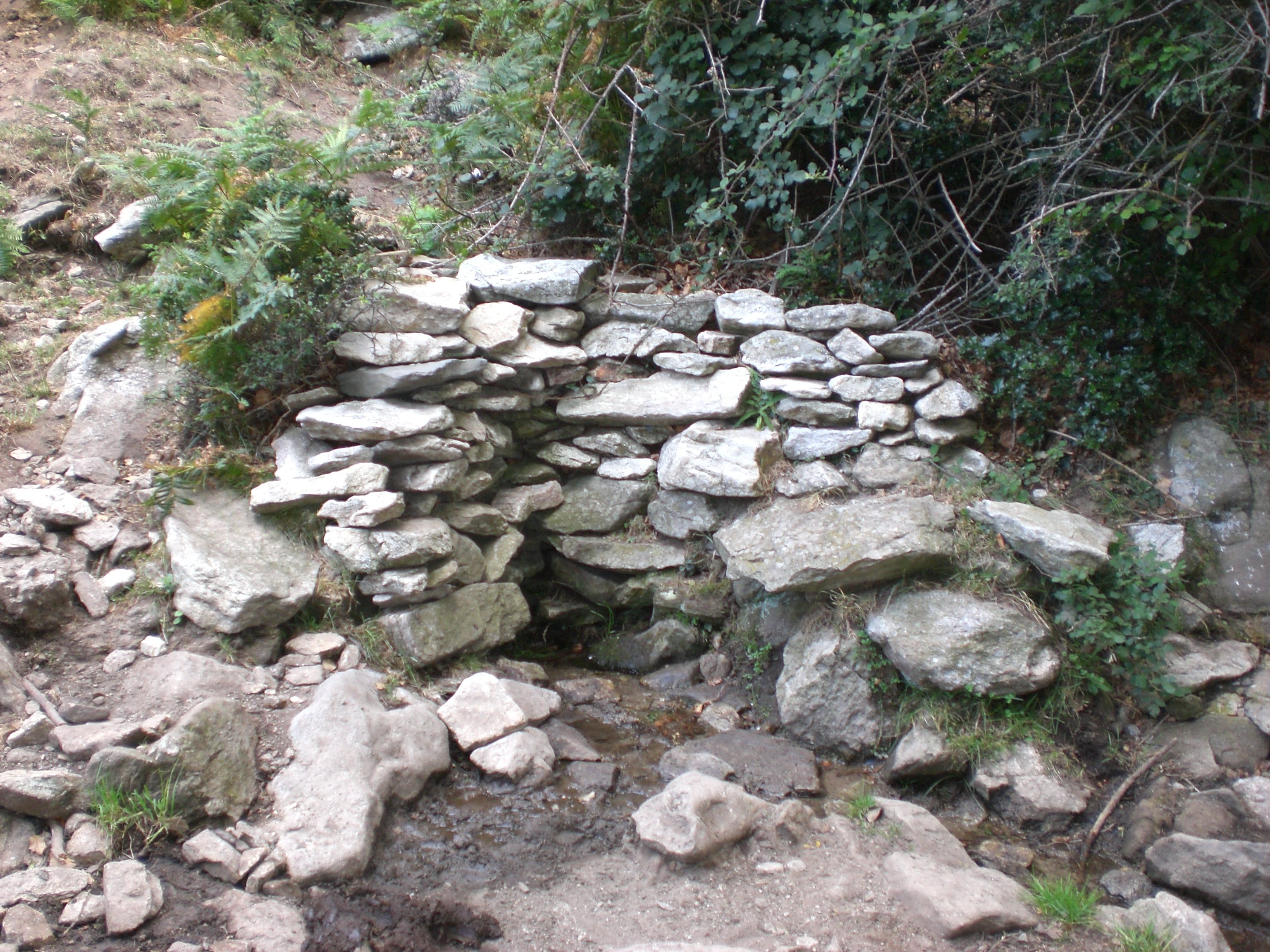
Die Quelle Font de la Maçana. Hier entspringt die Massane

Der Coll de la Maçana, auch Coll de la Font de la Maçana, liegt in den Albères, zwischen den Gemeindegebieten von Espolla im Alt Empordà und Argelès-sur-Mer im Roussillon. Er trennt die Südwestecke der Gemeinde Argelès-sur-Mer vom Norden der Gemeinde Espolla. Hundert Meter nördlich der Passhöhe auf der Frankreich zugewandten Seite liegt die Quelle Font de la Maçana, an der der Fluss Massane entspringt und dann Richtung Argelès-sur-Mer abfließt.
Die Passhöhe ist relativ einfach zu überschreiten, insbesondere von der Nordseite aus. Für Exkursionsrouten stellt sie einen der gewöhnlich benutzten Grenzübergänge dar.

## Geschichte
Der Coll de la Maçana wurde seit der Antike zur Überquerung der Ostpyrenäen in Anspruch genommen. So überschritten hier im Jahr 1285 im Verlauf des Aragonesischen Kreuzzugs die französischen Truppen unter Philipp III. die Passhöhe, um dann nach Nordkatalonien einzufallen und gegen Peter III. vorzugehen. Sie benutzten den Coll de la Maçana, weil der benachbarte Pass von Le Perthus (oder früher auch Panissars) streng bewacht wurde. Laut Ramon Muntaner und Bernat Desclot wurden die Franzosen von papsttreuen Mönchen aus den Klöstern des Alt Empordà auf ihn hinaufgeführt. Die Passhöhe ist von großer strategischer Bedeutung, da von ihr aus das Mittelmeer von Cap de Creus bis ins Languedoc einzusehen ist.